# Bán Elemér
Bán Elemér (Hajdúnánás, 1917. október 8. – Debrecen, 2019. március 19. vagy előtte) magyar operaénekes, tenor, színművész, a debreceni Csokonai Színház örökös tagja.

## Élete
Szülővárosban, Hajdúnánáson járt iskolába, és ott fedezték fel kiváló énekhangját. Középiskolás korában két évig Debrecenbe járt Hoór Tempis Erzsébethez éneket tanulni. 1938 és 1941 között Walter Margitnál tanult a Zeneakadémián. 1941 és 1944 között a Kolozsvári Nemzeti Színház, 1945 és 1949 között a Szegedi Nemzeti Színház tagja volt. 1949-től 1978-as nyugdíjazásáig, a debreceni Csokonai Színház operaénekese, színművésze volt.
Kolozsvárott 11, Szegeden 9 szerepet alakított, Debrecenben 40 opera, 36 operett, 35 próza és 11 zenés vígjátékban szerepelt. 1994 óta a Csokonai Színház örökös tagja volt.

## Főbb szerepei
- Basilio (Mozart: Figaro házassága)
- Andreas (Offenbach: Hoffmann meséi)
- Alfréd (ifj. J. Strauss: A denevér)
- Francia király (Kacsóh Pongrác: János vitéz)